# シロヴィエ・マシーヌィ
シロヴィエ・マシーヌィ(ロシア語: ОАО «Силовы́е маши́ны»)は2000年に設立されたロシアのエネルギー関連機械製造会社。英語訳であるパワーマシーンとしても知られており、ローマ字ではSiloviye Mashinyと表記し、略称はSilmash。本部はロシアのモスクワ。

## 歴史
シロヴィエ・マシーヌィは2000年に以下の企業の合併によって創立された。
- レニングラード金属工場（英語版） (1857年創立)
- エレクトロシア（ロシア語版） (1898年創立)
- タービンブレードプラント(Turbine Blades’ Plant) (1964年創立)
- カルーガタービン工場(Kaluga Turbine Works) (1964年創立)
- NPO CKTI (1927年創立)
- エネルゴマシュエクスポルト(Energomachexport) (1966年創立)
- レオスタット工場(Reostat Plant ) (1960年創立)

## 運営

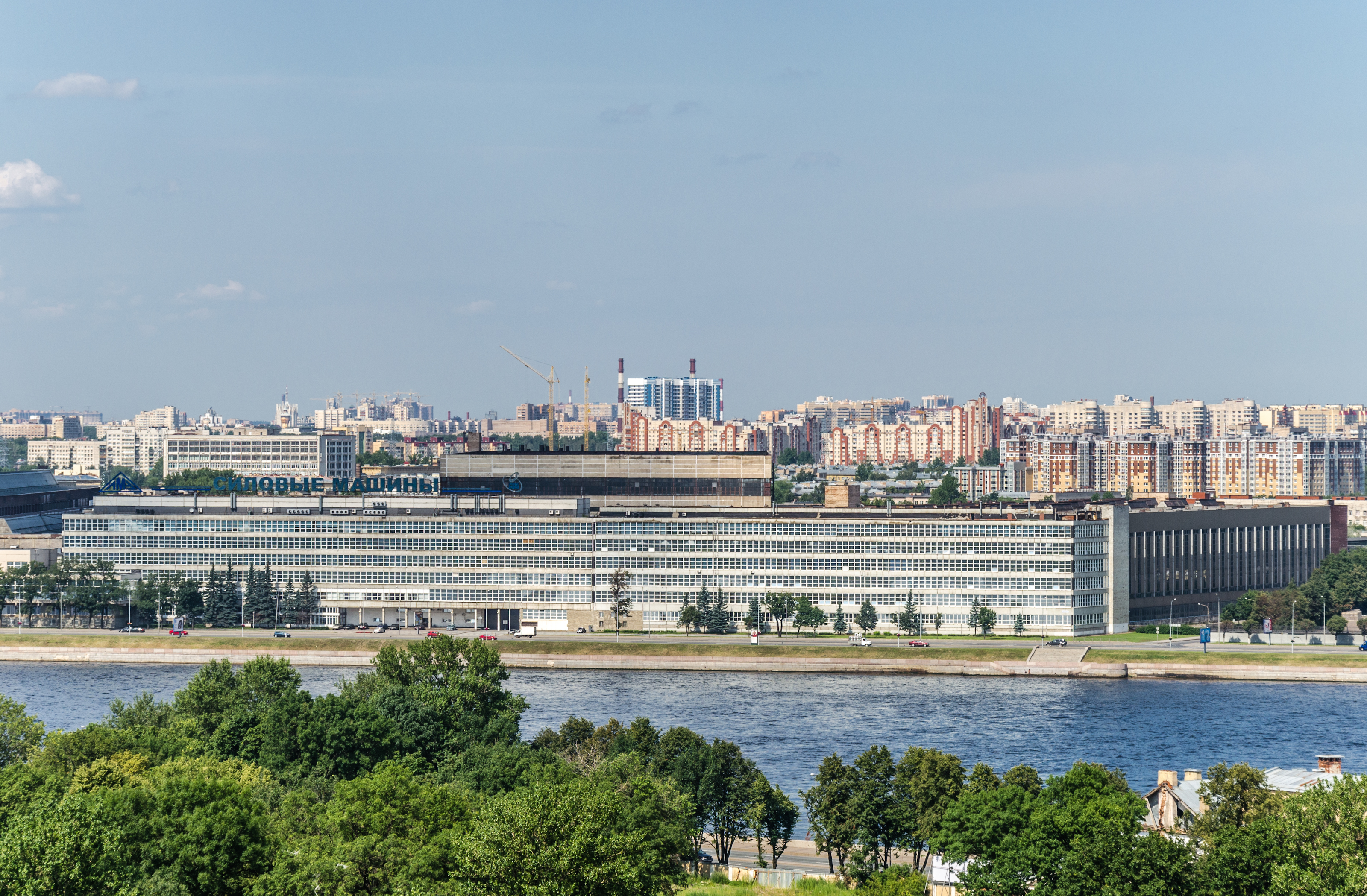
シロヴィエ・マシーヌィ社の工場ビル、サンクトペテルブルク

シロヴィエ・マシーヌィは原子力発電所用タービンを含む1200MWeまでの容量を持つ蒸気タービンを製造している。契約済みのものにはレニングラード第二原子力発電所やノヴォヴォロネジ第二原子力発電所のタービン発電機などが含まれる。ロシア国内に加え、アジア市場の57カ国にも機械を供給している。

## 株式保有者
2009年12月31日時点で69.92%の株式はアレクセイ・モルダショフが運営するHighstat Limitedが保有している。そのほか25%をシーメンスが、5.08%を複数の小投資家が保有する

## 運営
取締役会のメンバーは以下の八人である。
- セベルスタリグループ - アレクセイ・モルダショフ、Alexey Yegorov、Vladimir Lukin
- シロヴィエ・マシーヌィ - Igor Kostin、Vadim Chechnev
- ユニバーサル・インベスト - Igor Voskresensky
- シーメンス - Michael Zuss、Hans-Jurgen Vio[3]

コメルサントは消息筋不明ではあるがシーメンスAGは市場価値を下回らない2億8000万ドル以上でシロヴェイ・マシーヌィの株式をHighstat Limitedに売却したとの情報を報告した。新聞によれば2011年12月に売却が行われ、結果Highstatが95.3%を保有するようになっている。

## 註
1. ↑  “Heavy Manufacturing of Power Plants”.   World Nuclear Association (2010年11月). 2010年11月13日閲覧。
2. ↑   (PDF) Annual Report 2009. Power Machines Company. (2010) 2010年11月13日閲覧。.
3. ↑  "Annual General Meeting of Shareholders of Power Machines OJSC" (Press release). Power Machines Company. 1 July 2010. 2010年11月13日閲覧。